# José María Martín Rodríguez
José María Martín Rodríguez (La Corunya, 24 de maig de 1926 - La Corunya, 23 de juny de 2006), també conegut com a Cheché Martín, fou un futbolista espanyol de la dècada de 1950. Va ser internacional amb la selecció espanyola.

## Trajectòria
Jugava com a defensa central. L'any 1936, el seu pare, secretari de l'Ajuntament, fou afusellat pels Nacionals, fet que obligà la seva família a emigrar a Buenos Aires. En aquesta ciutat, Martín començà a practicar el futbol amb només 10 anys al club Banfield. Més tard jugà a Veneçuela, al Vasco de Caracas i a França, a l'Angers SCO. L'any 1948 retornà a Espanya i fitxà pel Deportivo de La Coruña, club on jugà dues temporades i arribà a ser subcampió de lliga. L'any 1950 ingressà al FC Barcelona, on jugà tres temporades a gran nivell, formant part de l'inoblidable Barça de les Cinc Copes. Durant aquests anys guanyà dues lligues, tres copes i la Copa Llatina com a principals títols. Jugà un partit amb la selecció espanyola l'1 de junyu de 1952 contra Irlanda. Les tres temporades següents defensà els colors de l'Atlètic de Madrid i les dues posteriors jugà amb el València CF. Acabà la seva carrera al Morelia mexicà.
Fou precisament a Mèxic on començà la seva trajectòria com a entrenador als clubs Morelia i Deportivo Toluca. Dirigí el Deportivo de La Coruña en diverses etapes. També entrenà a clubs com el Reial Saragossa, Reial Múrcia, Reial Valladolid, Terrassa FC, entre d'altres.

## Palmarès
- Lliga espanyola:
  - 1951-52, 1952-53
- Copa espanyola:
  - 1951, 1952, 1953
- Copa Llatina:
  - 1952
- Copa Eva Duarte:
  - 1952-53